# Histopathology
Histopathology is een internationaal, aan collegiale toetsing onderworpen wetenschappelijk tijdschrift op het gebied van de histologie en de pathologie.
Het wordt uitgegeven door Wiley-Blackwell namens de International Academy of Pathology en verschijnt 4 keer per jaar.
Het eerste nummer verscheen in 1977.